# يعسوب
اليَعسُوب (الجمع: يَعاسِيب) أو السُّرمان أو الرَّعاشات الكبيرة أو حشرة التنين (الاسم العلمي: Anisoptera) (بالإنجليزية: Dragonfly)‏ وهي حشرة تنتمي إلى رتبة اليعسوبيات، رتيبة إيبيروكتا (Epiprocta)، أصل الكلمة من اليونانية (ανισος = anisos = متفاوت) + (πτερος = pteros = جناح). وذلك لأن الأجنحة الخلفية أكبر من الأجنحة الأمامية. كما أنها تتميز بوجود عيون كبيرة متعددة الأوجه، وزوجين من الأجنحة الشفافة القوية، وجسم ممدود. وفي بعض الأحيان تجد صعوبة في تمييز اليعسوب عن حشرات الرعاش الصغيرة، المتماثلة من حيث الشكل المورفولوجي، ويظهر بعض التباين في الحشرات البالغة حيث تكون أجنحة اليعسوب أكثر اتساعًا وعمودية على الجسم أثناء ضمها. كما تمتلك حشرة اليعسوب ستة أرجل (مثل أي حشرة أخرى)، ولكن لا تستخدم معظمها في المشي. وتعد حشرات اليعسوب من أسرع الحشرات في العالم.
وتعتبر حشرات اليعسوب من الحشرات المفترسة الهامة وهي تأكل البعوض والحشرات الصغيرة الأخرى مثل الذباب والنحل والنمل والدبور ونادرًا جدًا ما تأكل الفراشات، وتتواجد هذه الحشرات عادةً في جميع أنحاء المستنقعات والبحيرات والبرك والجداول، والأراضي الرطبة لأن يرقة حشرة اليعسوب المعروفة باسم «الحوريات» تعد حشرة مائية. وحاليًا يعرف حوالي 5680 نوعًا من الأنواع المختلفة من حشرات اليعسوب في العالم.
وعلى الرغم من أن حشرة اليعسوب من الحشرات المفترسة، إلا أنها هي نفسها عرضة للوقوع فريسة من قبل الطيور والسحالي والضفادع والعناكب والأسماك والحشرات المائية، وحتى حشرات اليعسوب الكبيرة الأخرى.

## التصنيف (الرعاشات الصغيرة المتباينة)
لقد اعتبرت الرعاشات سابقًا رتيبة بالإضافة إلى «حشرات اليعسوب القديمة» (الرعاشات الصغيرة المتباينة)، التي كان يعتقد أنها تشتمل على اثنين من أنواع الكائنات الحية من جنس إبيوفلبيا (Epiophlebia) والحشرات الأحفورية العديدة. ولقد تبيّن في الآونة الأخيرة بأن «الرعاشات الصغيرة المتباينة» (Anisozygopterans) تشكل مجموعة الأقارب الأصلية شبه عرق من الناحية المورفولوجية للرعاشات (Anisoptera). ومن ثم تم تصنيف الرعاشات (حشرة اليعسوب الحقيقية) باعتبارها رتبة فرعية (infraorder) في رتيبة إيبيروكتا (Epiprocta) الجديدة (حشرة اليعسوب عمومًا). بعد حل تجميع الرعاشات الصغيرة المتباينة (Anisozygoptera) الاصطناعي، تم التعرف علي أعضائها إلى حد كبير على حسب تفرعاتها المميزة في المراحل المختلفة من تطور (evolution) حشرة اليعسوب. لقد تم وضع نوعين حيين سابقًا هناك ــــ حشرات اليعسوب المرملة الأسيوية ـــ تشكل الرتبة الفرعية إبيوفلبيوبترا (Epiophlebioptera) إلى جانب الرعاشات (Anisoptera).

## دورة الحياة

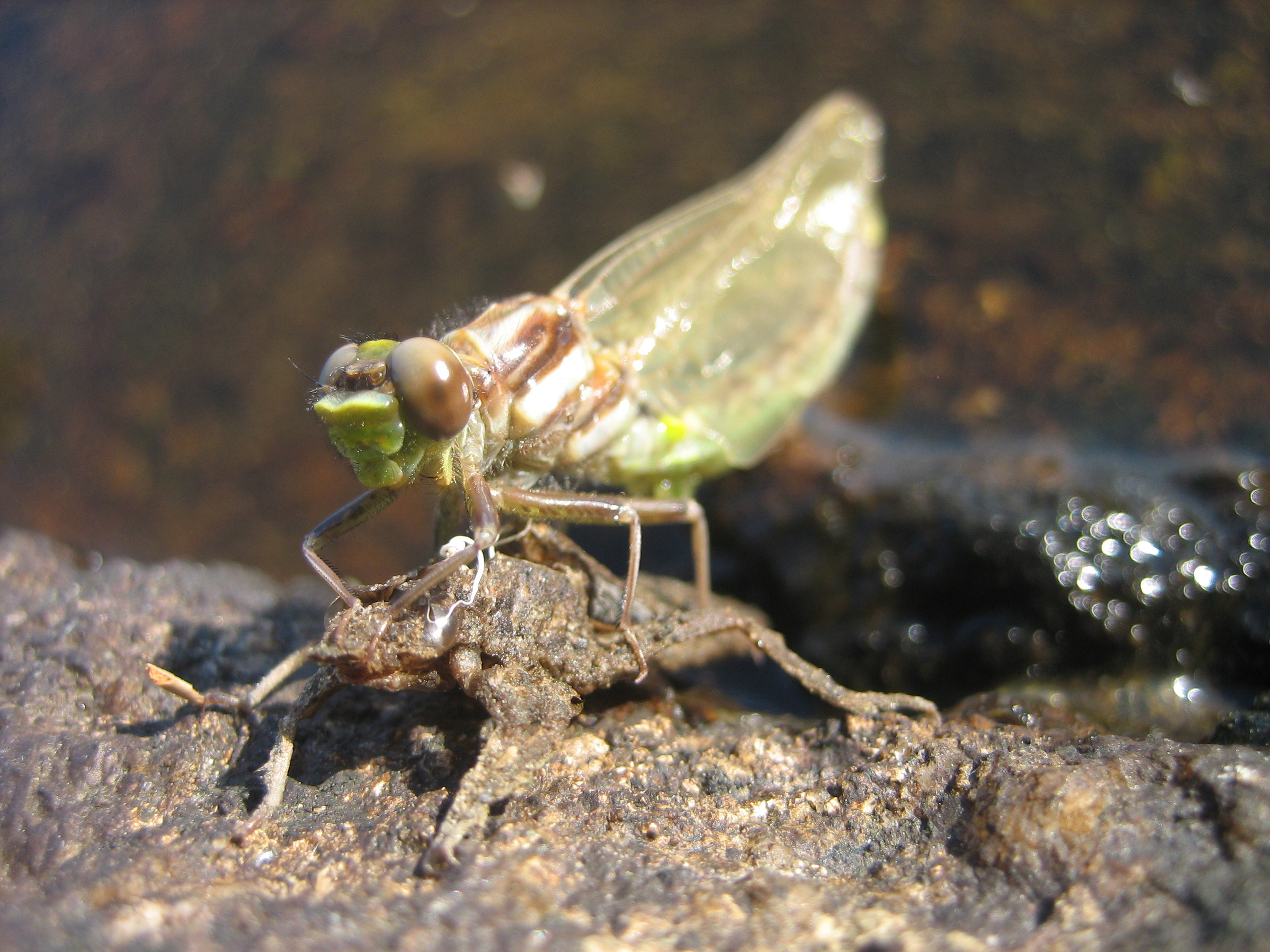
انبثاق حشرة اليعسوب وبلوغها

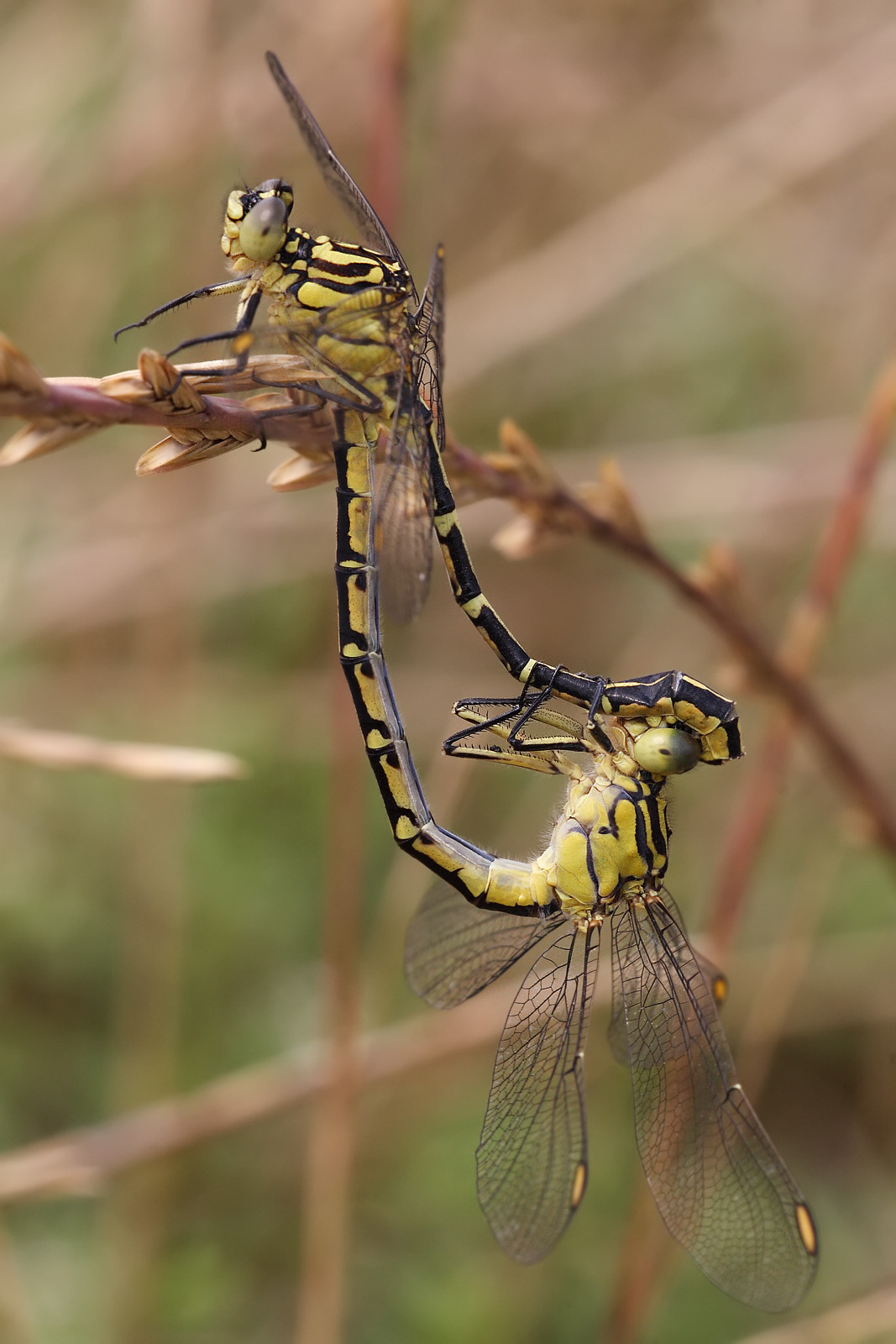
تزاوج زوج من حشرات اليعسوب الصائدة المخططة الصفراء

تضع إناث حشرة اليعسوب البيض في الماء أو بالقرب منه، وغالبًا على النباتات الطافية أو المغمورة. تغمر بعض الأنواع أنفسها في الماء بالكامل عند وضع البيض بهدف وضع بيضها على سطح جيد. ويفقس البيض بعد ذلك وتخرج الحوريات. وتقضي حشرة اليعسوب معظم حياتها على شكل حورية تحت سطح الماء، وذلك باستخدام فكيها القابلين للتمديد لصيد اللافقارياتالأخرى (يرقات البعوض في كثير من الأحيان)، أو حتى الفقاريات مثل الضفادع الصغيرة والأسماك. كما أنها تتنفس عن طريق الخياشيم الموجودة في المستقيم الخاص بها، ويمكن أن تدفع نفسها بسرعة فجأة بطرد المياه من خلال فتحة الشرج. ويمكن أن تقوم بعض الحوريات بالصيد حتى على الأرض، وهي الموهبة التي كانت أكثر شيوعًا في العصور القديمة عندما كانت الحيوانات المفترسة الأرضية غير بارعة.
قد تتأخر مرحلة اليرقات لحشرات اليعسوب الكبيرة طويلاً لمدة خمس سنوات. ويمكن أن تستمر مرحلة اليرقات في الأنواع الأصغر ما بين شهرين وثلاث سنوات. عندما تستعد اليرقة أو الطور الناشئ الآخر إلى التحور والدخول في طور البلوغ ويبدأ في تسلق الخيزران أو النباتات الغضة الأخرى. يسبب التعرض إلى الهواء بدء اليرقة في التنفس. كما ينشق الجلد في نقطة ضعف وراء الرأس وتنسلخ حشرات اليعسوب الكبيرة من جلد اليرقات القديم وتفرد أجنحتها وتطير من أجل التغذية علي البراغيث والذباب. يمكن أن تدفع حشرة اليعسوب البالغة أثناء الطيران نفسها في ستة اتجاهات، إلى أعلى وإلى الأسفل وإلى الأمام وإلى الوراء وجنبًا إلى جنب. يمكن أن تستمر مرحلة البلوغ في الأنواع الكبيرة من حشرة اليعسوب لمدة خمسة أو ستة شهور.

## سرعة الطيران
أعلن تيليارد (Tillyard) بأنه قام بتسجيل الزقة العملاق الجنوبي (Southern Giant Darner) الذي يطير بسرعة 60 miles per hour (97 كم/ساعة) في القياسات الميدانية التقريبية. على الرغم من ذلك تم تسجيل أعلى سرعة طيران موثقة لأنواع أخرى من الحشرات. وصلت حشرات الرعاش الكبيرة عمومًا مثل الحشرات الجوالة إلى أقصي سرعة 10–15 متر في الثانية ())(22–34 hpm مع متوسط سرعة طيران تُقدر بحوالي (01 hpm). وتتحرك بسرعه ٣٠٠٠ كيلو متر بالساعه 

## حشرات اليعسوب وحشرات الرعاش الصغيرة

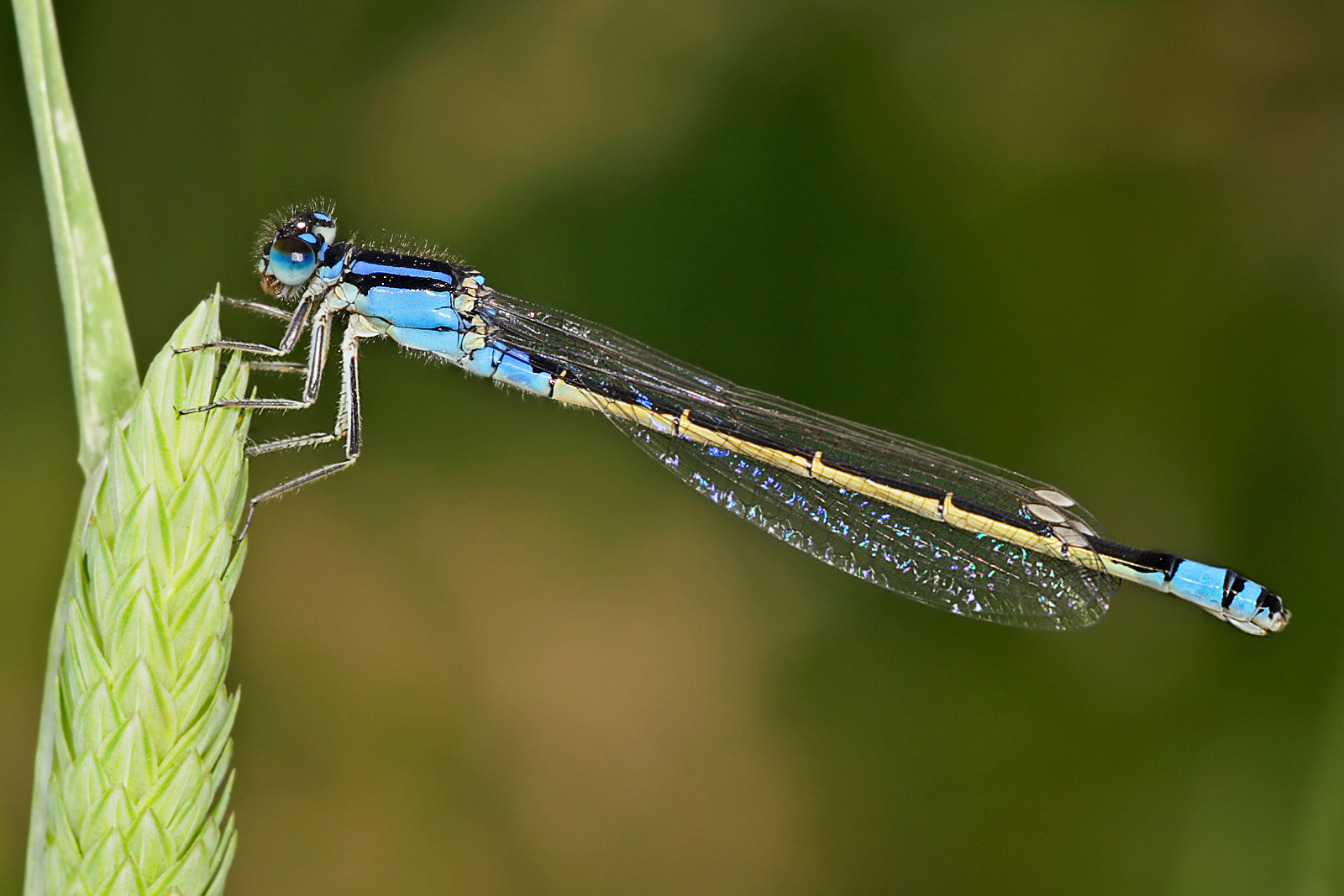
حشرات الرعاش الصغيرة ذات الذيل الأزرق الشائعة (Common Bluetail Damselfly)

في بعض الأحيان يتم الخلط بين حشرات الرعاش (Damselflies) الصغيرة (رتيبة الرعاشات الصغيرة)، وعادة ما تكون أصغر من حشرة اليعسوب مع حشرات اليعسوب التي تخلصت من الشعر الموجود علي جسمها. وعلى الرغم من ذلك عندما تتخلص حشرة اليعسوب من شعرها فإنه يدل علي اكتمال نموها، وهناك بعض الفوارق الأخرى التي تميزها عن غيرها: تحمل معظم حشرات اليعسوب أجنحتها متكئة معًا فوق الجذع أو تبقى مفرودة قليلًا) مثل (فصيلة ليستيديا)، حيث تتكئ أجنحة معظم حشرات اليعسوب بشكل عمودي على الجسم، أو أحيانا بشكل أفقي مع انخفاض طفيف نحو الأمام. كما يتسع الجناح الخلفي لحشرة اليعسوب بالقرب من قاعدة الذيل في نقطة الاتصال بالجسم، في حين أن الجناح الخلفي لحشرة الرعاش الصغيرة يشبه الجناح الأمامي. وتكون عيون حشرة الرعاش الصغيرة متباعدة بينما في حشرة اليعسوب تكون العيون متلامسة. وتوجد شذوذ واضحة في فصيلة بتالوريديا (بتلية الذيل) وفصيلة جومفيديا (هرولية الذيل).
يُقاس حجم حشرات اليعسوبيات الحية الأكبر من خلال الجناح (wingspan) وفي الواقع فإن حشرة الرعاش الأكبر حجمًا موجودة في أمريكا الجنوبية، واسمها العلمي Megaloprepus caerulatus (Drury, 1782)، في حين أن إناث حشرات اليعسوب تعتبر في المرتبة الثانية من حيث الكبر واسمها العلمي تتراكانثاجنا بلاجياتا (Tetracanthagyna plagiata)(Wilson, 2009). تعتبر أنثى تي بلاجياتا (T. plagiata) هي أخطر حشرات اليعسوب الحية على الأغلب.

## الأنواع الشائعة

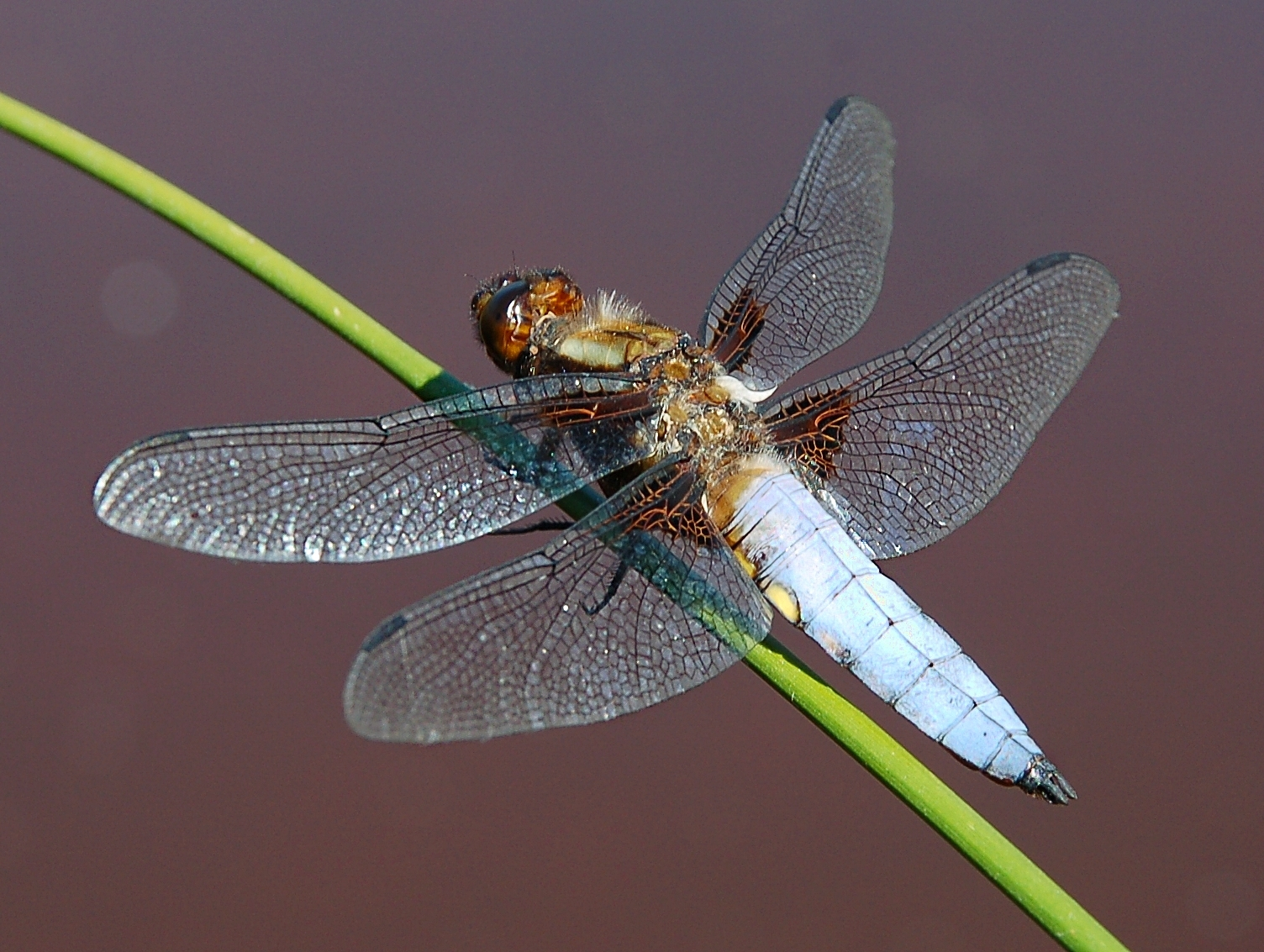
الحشرة المطاردة ذات الجسم الضخم

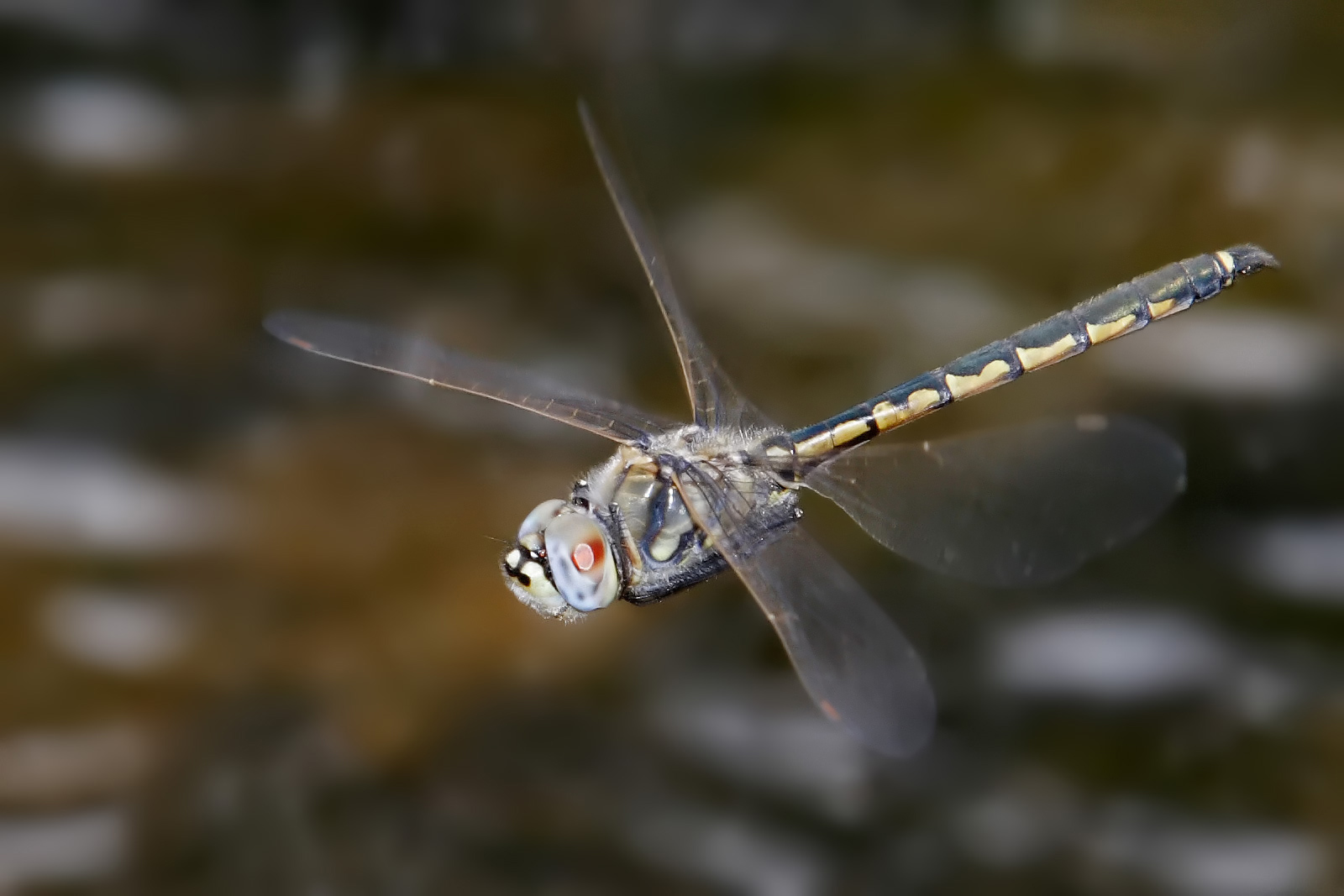
تاو امرلاد (Hemicordulia tau) وهي في الجو

### نصف الكرة الشمالي
| - الإمبراطور (Emperor)، أناكس إيمبرتور - الحشرة الطاحنة ذات الصدر الجؤجؤي (Keeled Skimmer)، أورثيترم ثيورلسنس - الحشرة الطاحنة ذات الذيل الأسود (Black-tailed Skimmer)، أورثيترم كانسيلاتم - الحشرة الطاحنة ذات الذيل الأبيض الشائع (Common Whitetail)، ليبيلولا لديا - الحشرة المتجولة المهاجرة (Migrant Hawker)، أشنا ميكستا - الحشرة المتجولة ذات اللون الأزرق السماوي (Azure Hawker)، أشنا كاروليا - الحشرة المتجولة الجنوبية (Migrant Hawker)، أشنا سيانيا - الحشرة المتجولة في منطقة نورفولك (Norfolk Hawker)، أشنا إيسوسيلس - الحشرة الطاحنة الشائعة (Common Hawker)، أشنا جنسيا - الزقة ذات العروق الحمراء (Red-veined Darter)، سيمبترم فونسكولومبيي - الزقة الشائعة (Common Darter)، سيمبترم إستريولاتم - الزقة الجوالة (Vagrant Darter)، سيمبترم فالجاتم | - الزقة ذات الجناح الأصفر (Yellow-winged Darter)، سيمبترم فلافيولم - الحشرة المطاردة ذات الجسم الضخم (Broad-bodied Chaser)، ليبيلولا ديبريسا - الحشرة المطاردة ذات أربعة بقع (Four-spotted Chaser)، ليبيلولا كوادريماكيولاتا - الحشرة المطاردة الهزيلة (Scarce Chaser)، ليبيلولا فيلفا - الزقة الخضراء (Green Darner)، أنكس جونياس - الحشرة الزمردية ذات الشعر (Downy Emerald)، كودوليا أنيا - زقة ذات العيون الزرقاء (Blue-eyed Darner)، أشنا متعددة الأوان - الحشرة الطاحنة الوردية (Roseate Skimmer)، أوثيمس فيروجنيا - الحشرة الطاحنة الأرملة (Widow Skimmer)، ليبيلولا لوكتواسا - الحشرة المتجولة للبحيرة العظمي (Great Pondhawk)، إيرثيمس فيرسيكيولوسا - الحشرة الريافة المذنبة (Comet Darner)، أناكس لونجيبس - الحشرة المتغايرة الشريطية (Banded Pennant)، سيلثيمس فاسياتا - الحشرة الزمردية في تكساس (Texas Emerald)، إسماتوكلورا مارجاريتا |

### نصف الكرة الجنوبي

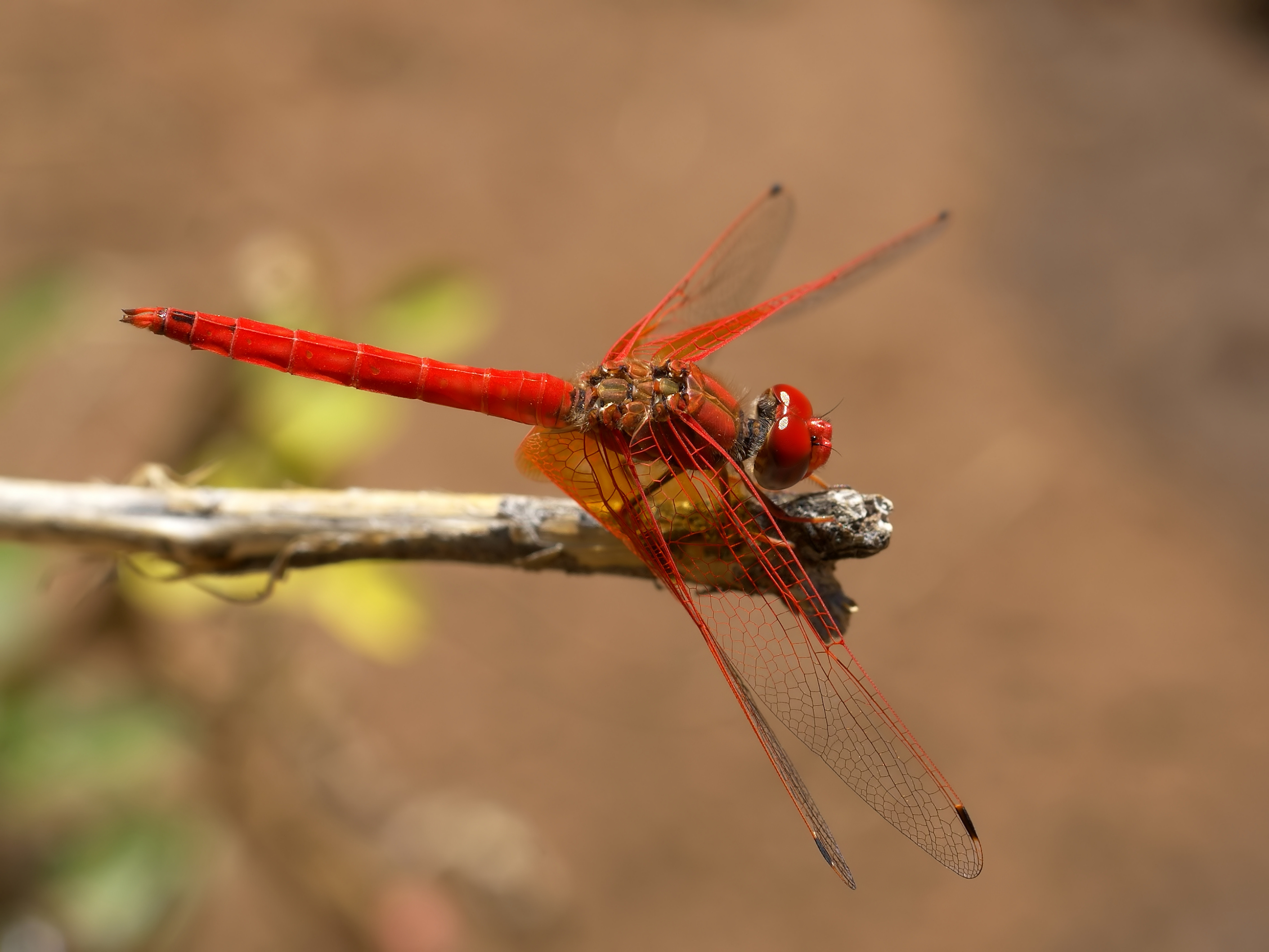
الحشرة ذات الجناح المنخفض في (كيربي) (Trithemis kirbyi) في تسميب، ناميبيا.

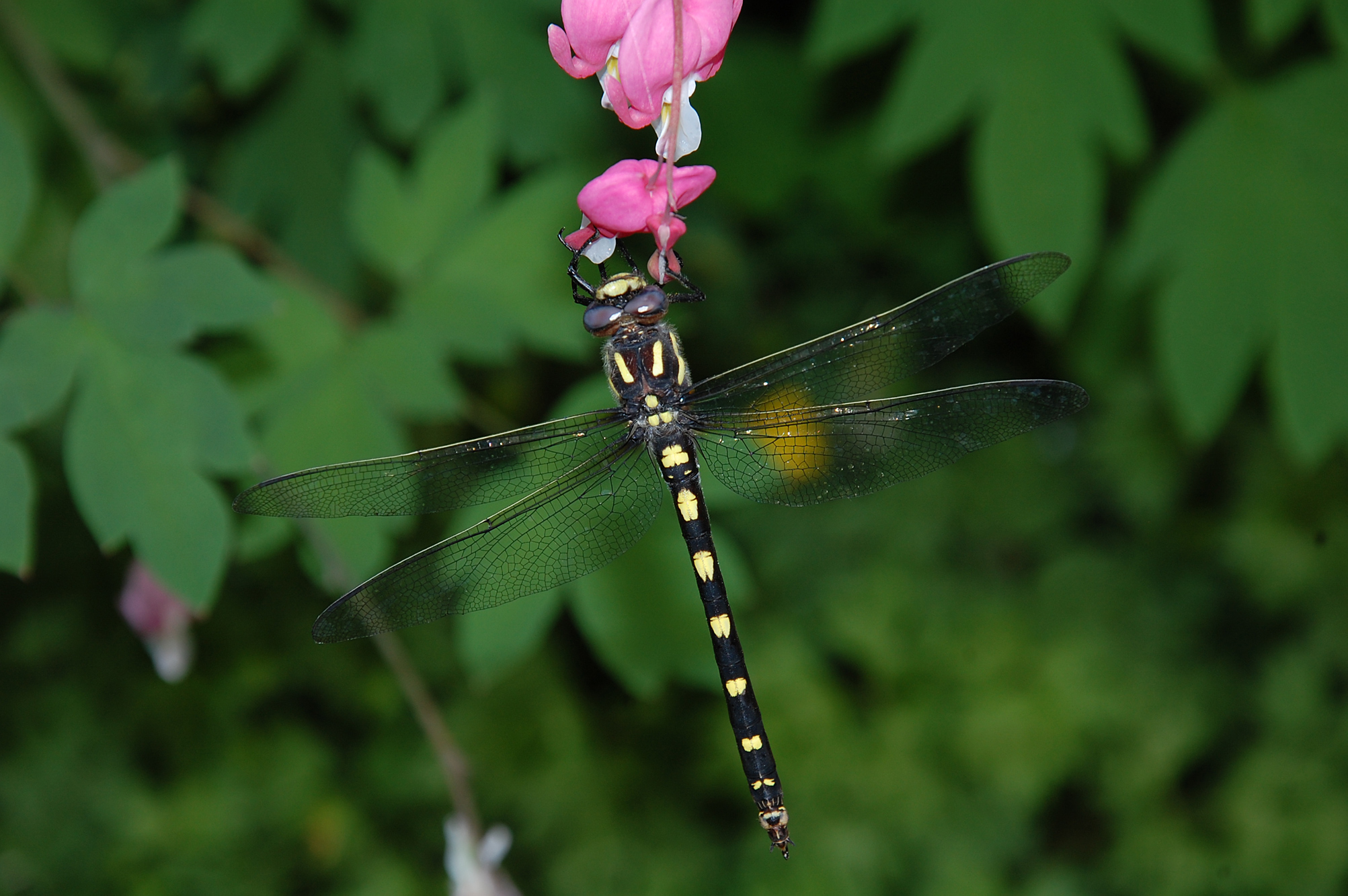
الحشرة مستدقة الطرف بالمحيط الهادئ (حشرة ذات الذيل الظهري الطويل مستدق الطرف), سالمون ارم، بوسطن، كندا

## علاقة حشرات اليعسوب بالثقافات المختلفة
كثيرًا ما ينظر في أوروبا إلي حشرة اليعسوب على أنها شريرة. حيث ارتبطت بعض الأسماء العامية الإنجليزية مثل "إبرة رفو الشيطان" (devil) و"مشرط الأذن" بالشر أو الأذى. توجد حكاية شعبية رومانية تقول أن حشرة اليعسوب ذات مرة عبارة عن حصان في حوزة الشيطان. يرى الفولكلور السويدي بأن الشيطان يستخدم حشرات اليعسوب بهدف إرهاق أرواح الناس.:25–27 تسمى حشرات اليعسوب بـاللغة النرويجية باسم "Øyenstikker" والتي تعني حرفيًا عين مسعر النار ويطلق عليها أحيانًا في البرتغال "tira-olhos" وتعني (خاطف العين) (eye-snatcher). وترتبط غالبًا مع الثعابين (snake) كما يسمى في اللغة الويلزية gwas-y-neidr"خادم الأفعى (adder). يشير مصطلح "معالج الثعبان" في جنوب الولايات المتحدة إلى الاعتقاد الشعبي بأن حشرة اليعسوب تتبع الثعابين في جميع الأرجاء وتعالجه في حالة إصابته.

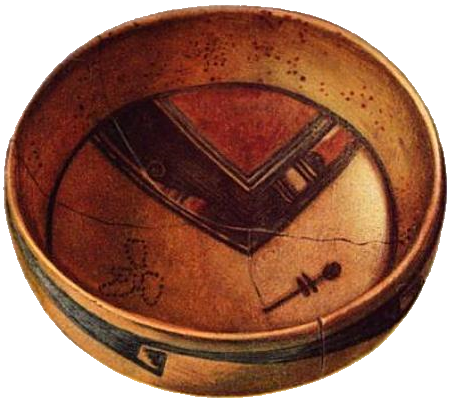
يوجد رمز حشرة اليعسوب على وعاء تابع إلي قبيلة الهوبي (Hopi) والموجود في الموقع الأثري في سيكيتكي.

تمثل حشرات اليعسوب بالنسبة إلى القبائل الأميركية الأصلية السرعة والنشاط وبالنسبة إلى قبائل النافاجو فأنها ترمز إلي المياه النقية. ترسم حشرات اليعسوب بشكل متكرر على الفخار التابع إلى زوني (Zuni)، ومطبق بأسلوب معين كتقاطع مزدوج الخطوط ويظهر على الفن الصخري الخاص بقبيلة هوبي (Hopi) وقلائد قبيلة بويبلو.:20–26
كما قاموا في اليابان والصين باستخدام حشرات اليعسوب في الطب الشعبي. تمثل حشرات اليعسوب مصدر الغذاء في بعض أجزاء من العالم حيث قد تؤكل الحشرات البالغة أو اليرقات وفي إندونيسيا، على سبيل المثال، يتم اصطيادها على أعمدة الدوابق اللزجة (birdlime), وبعد ذلك تقلى في الزيت ويتم تقديمها كطعام شهي (delicacy).
تربى حشرات اليعسوب (damselflies) في الولايات المتحدة الأمريكية كهواية مماثلة لتربية الطيور وطيران الدواجن والمعروفة باسم أودينج، والمشتق من الاسم اللاتيني رتبة حشرة اليعسوب أودوناتا (odonata). توجد كلمة أودينج شعبية على وجه الخصوص في ولاية تكساس، حيث تمت ملاحظة وجود 225 نوعًا مختلفًا من اليعسوبيات. يمكن الإمساك بحشرات اليعسوب من خلال أصابع جافة وحرص كافٍ ويمكن طردها باستخدام الروائح مثل الفراشات، غير أنه لا يوصى بذلك.
تعتبر صور حشرة اليعسوب شائعة في الفن الحديث، وخاصة في تصاميم المجوهرات. كما تظهر أيضًا في الملصقات التي يرسمها الفنانون العصريون مثل مافي هاريس. وتستخدم أيضًا كنوع من أنواع المزينات في الأبنية والأساسات المنزلية. قامت شركة دوغلاس وهي الشركة المصنعة للدراجات النارية البريطانية المتمركزة في بريستول بتسمية النموذج المزدوج المسطح 350 سي سي ما بعد الحرب والذي تم تصميمه بشكل مبتكر باسم حشرة اليعسوب.

### اليابان
توجد حشرة اليعسوب في أوائل وأواخر الصيف وأوائل الخريف باعتباره رمز الموسم في اليابان.
وبوجه عام، ترمز حشرة اليعسوب في اليابان إلى الشجاعة والقوة والسعادة وتظهر غالبًا في الفن والأدب، وخاصة الهايكو (haiku). يرجع حب حشرة اليعسوب في الواقع في وجود أسماء تقليدية لمعظم الأنواع والتي بلغت 200 نوع من حشرات اليعسوب الموجودة في اليابان وحولها. فإن أطفال اليابان يقومون باصطياد حشرات اليعسوب الكبيرة باعتبارها لعبة باستخدام الحصاة الصغيرة المربوطة بنهاية كل طرف للشعر، والتي يقومون برميها في الهواء. تسيء حشرة اليعسوب الحصى وتظن أنه فريسة وتتشابك في الشعر وتسقط على الأرض بفعل الجاذبية الأرضية.:38
بغض النظر عما سبق، فإنه واحد من أسماء اليابان التاريخية وهو أكيتسوشيما (Akitsushima) (كانجي: (Kanji) 秋津島 هيراغانا: (Hiragana) あきつしま) عبارة عن شكل من الأشكال القديمة (archaic form) الذي يعني بشكل حرفي جزر حشرة اليعسوب. ويعزى ذلك إلى الأسطورة التي تخبر عن المؤسس الأسطوري لليابان وهو الإمبراطور جينمو (Emperor Jinmu) الذي عضته بعوضة (mosquito)؛ ثم أكلت حشرة اليعسوب هذه البعوضة بعد ما عضته.

## معرض صور

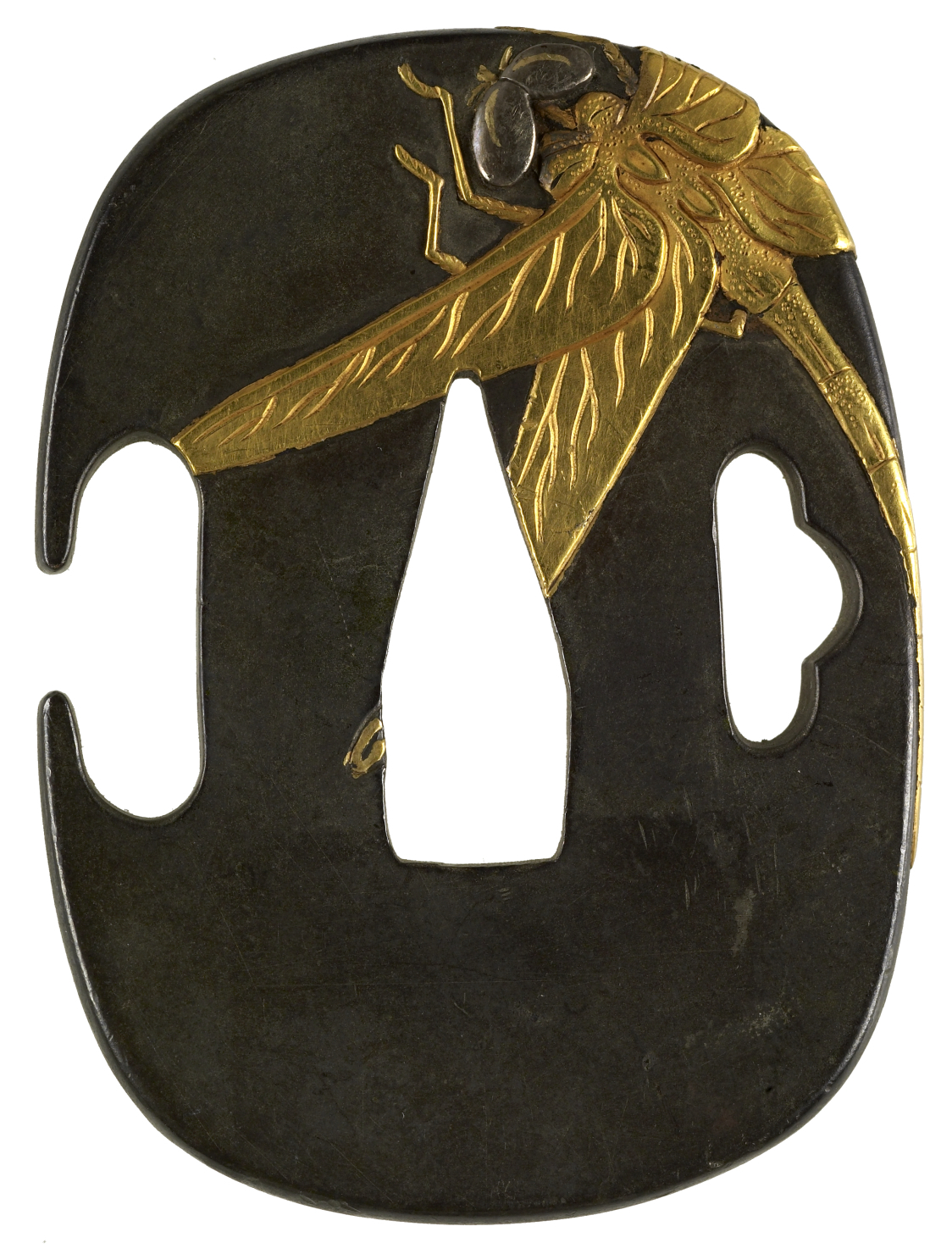
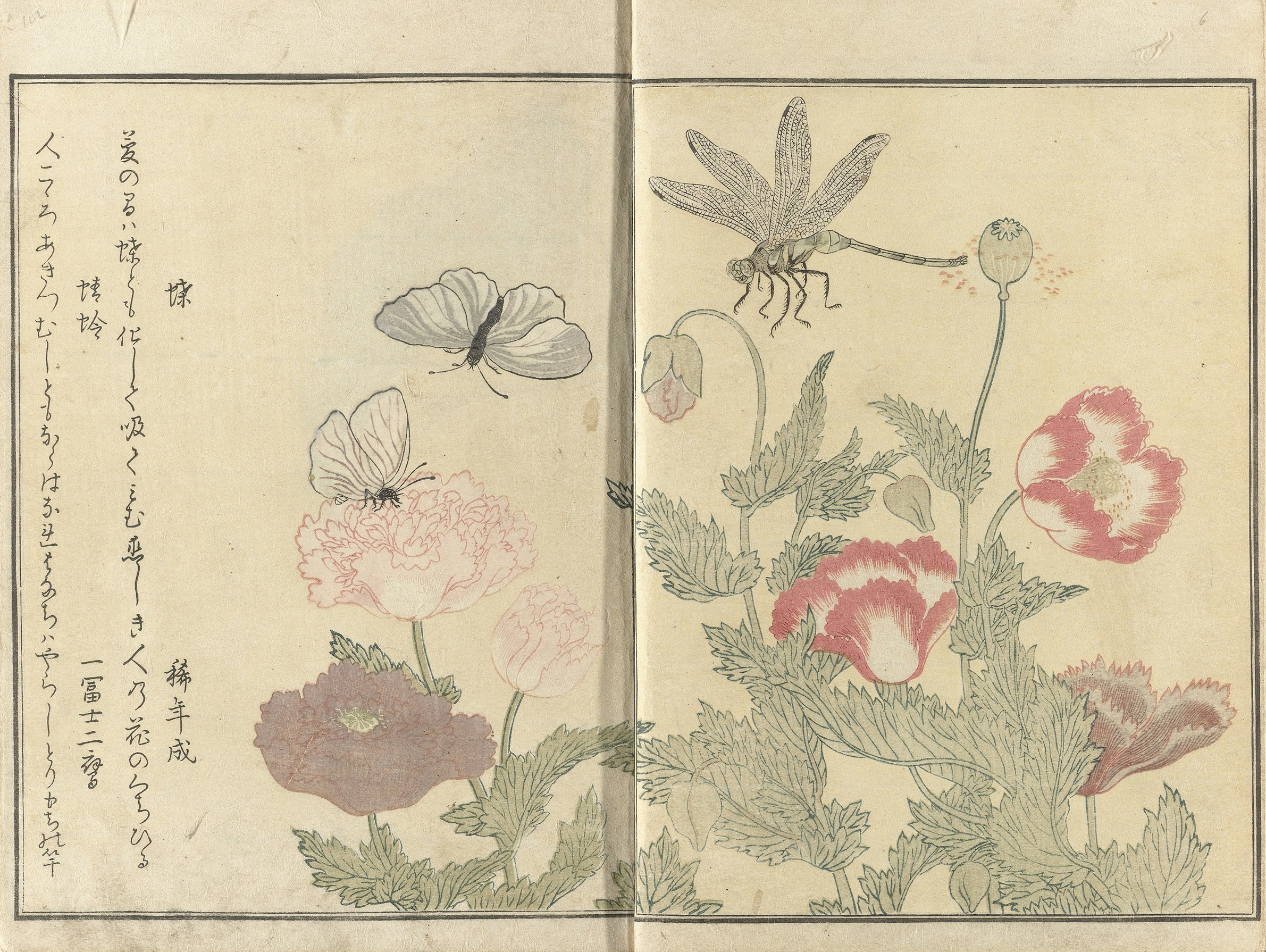
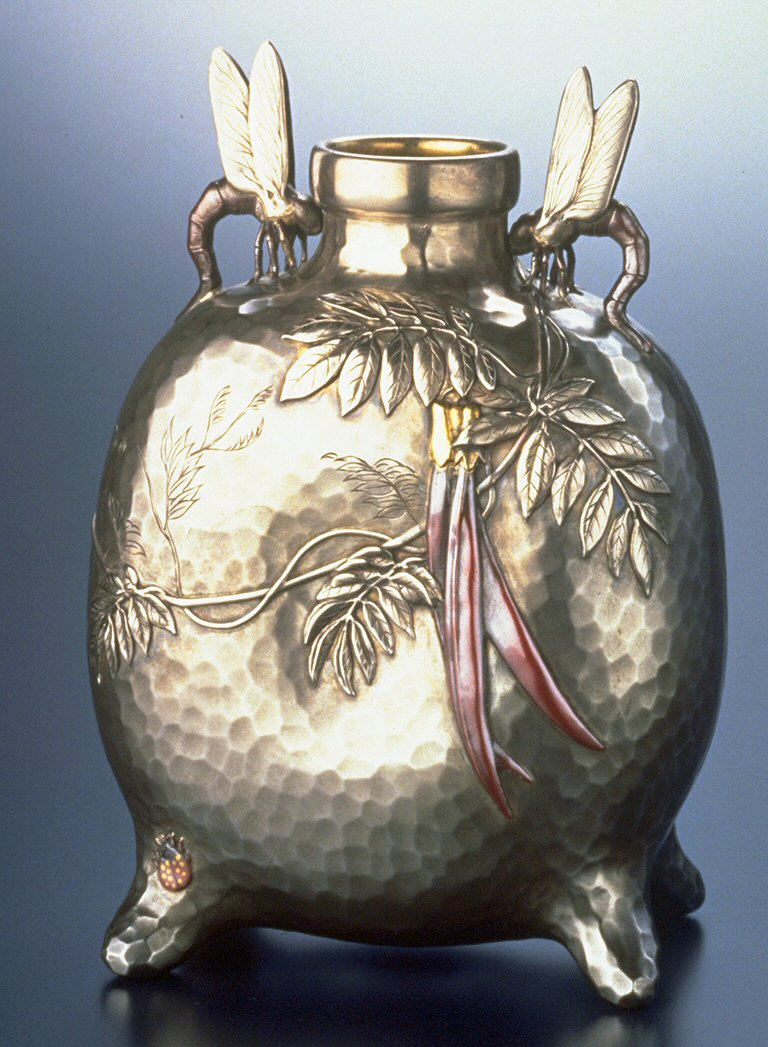
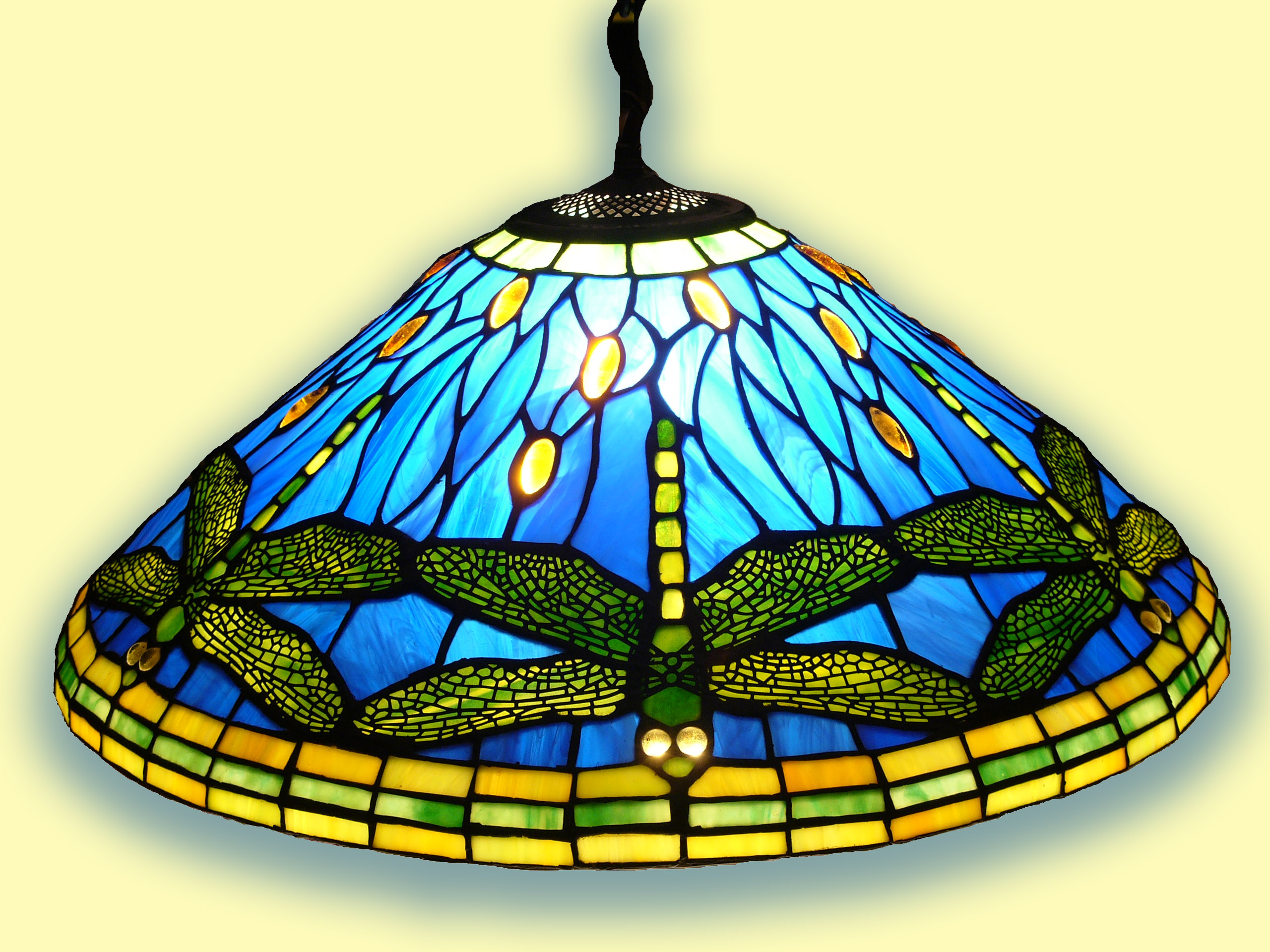
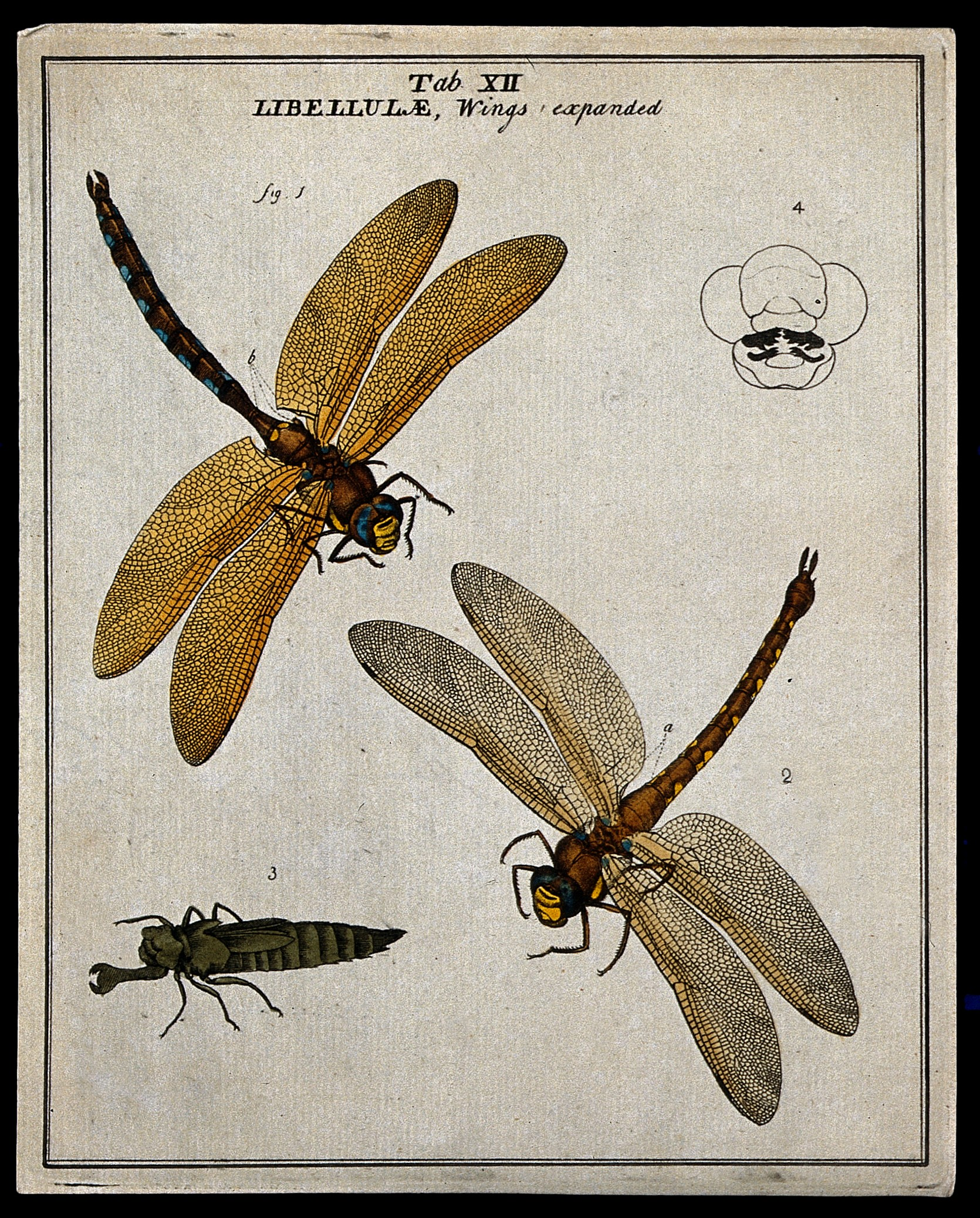
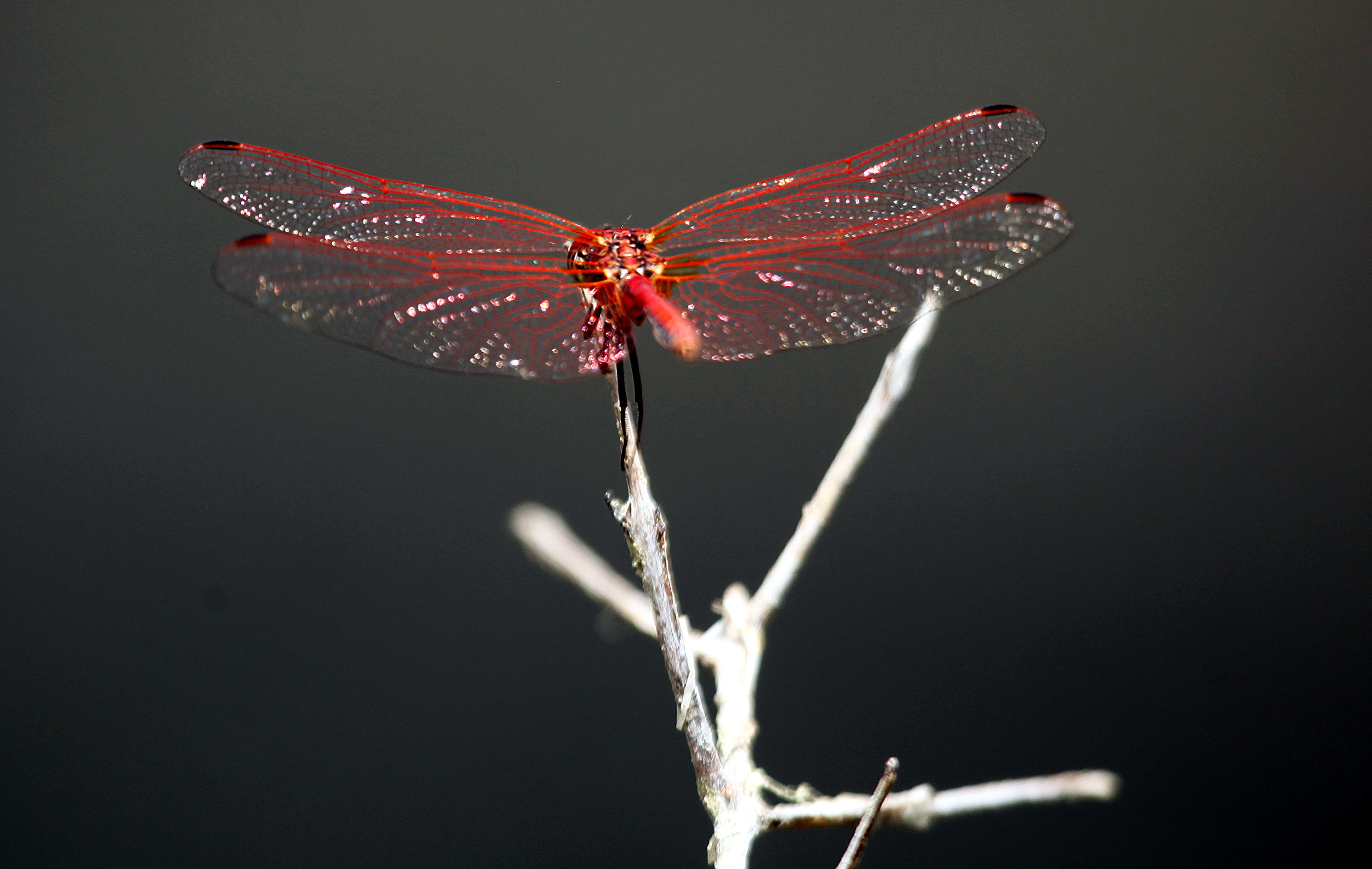
حشرة اليعسوب في فلسطين
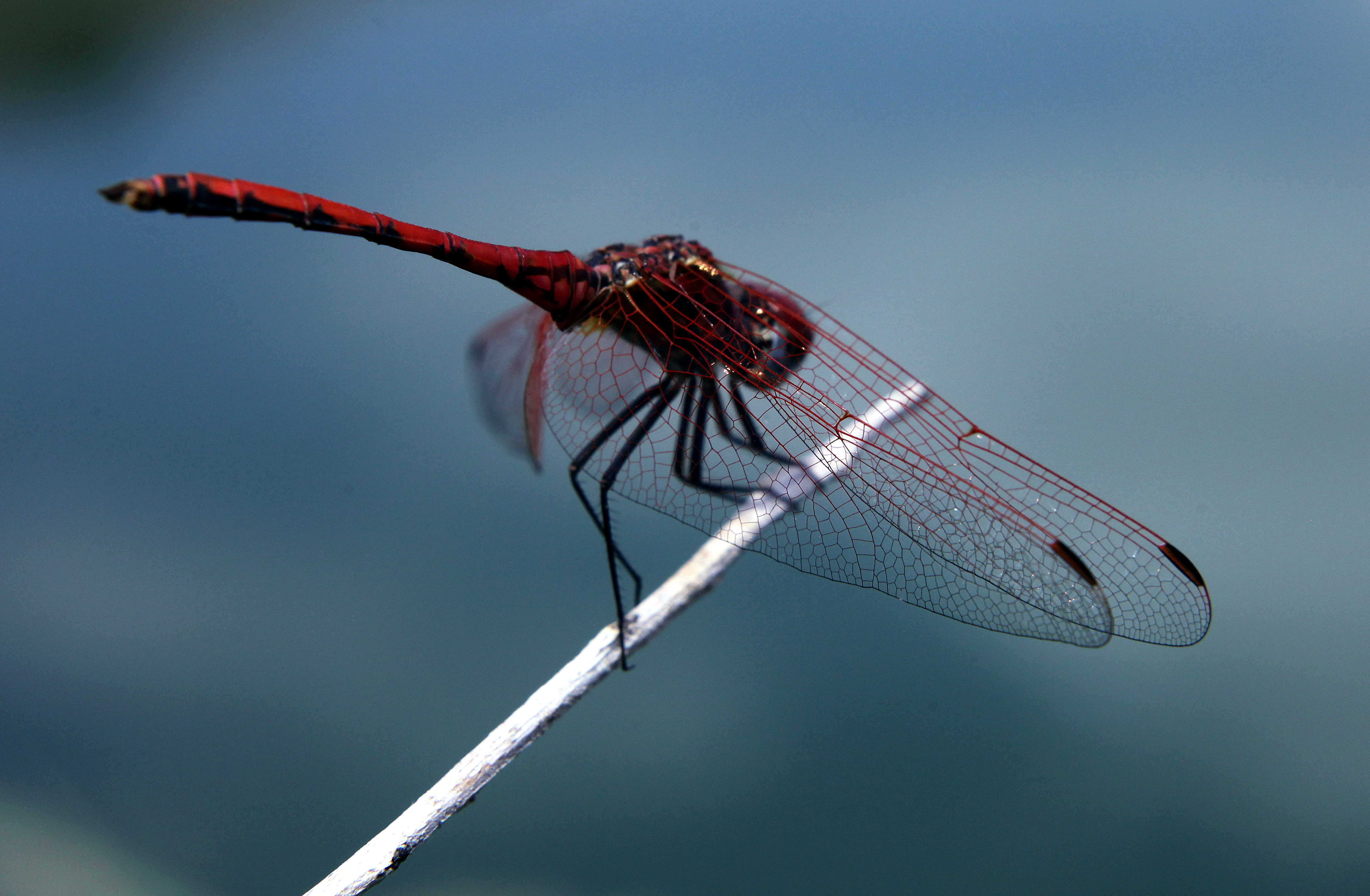
حشرة اليعسوب في فلسطين
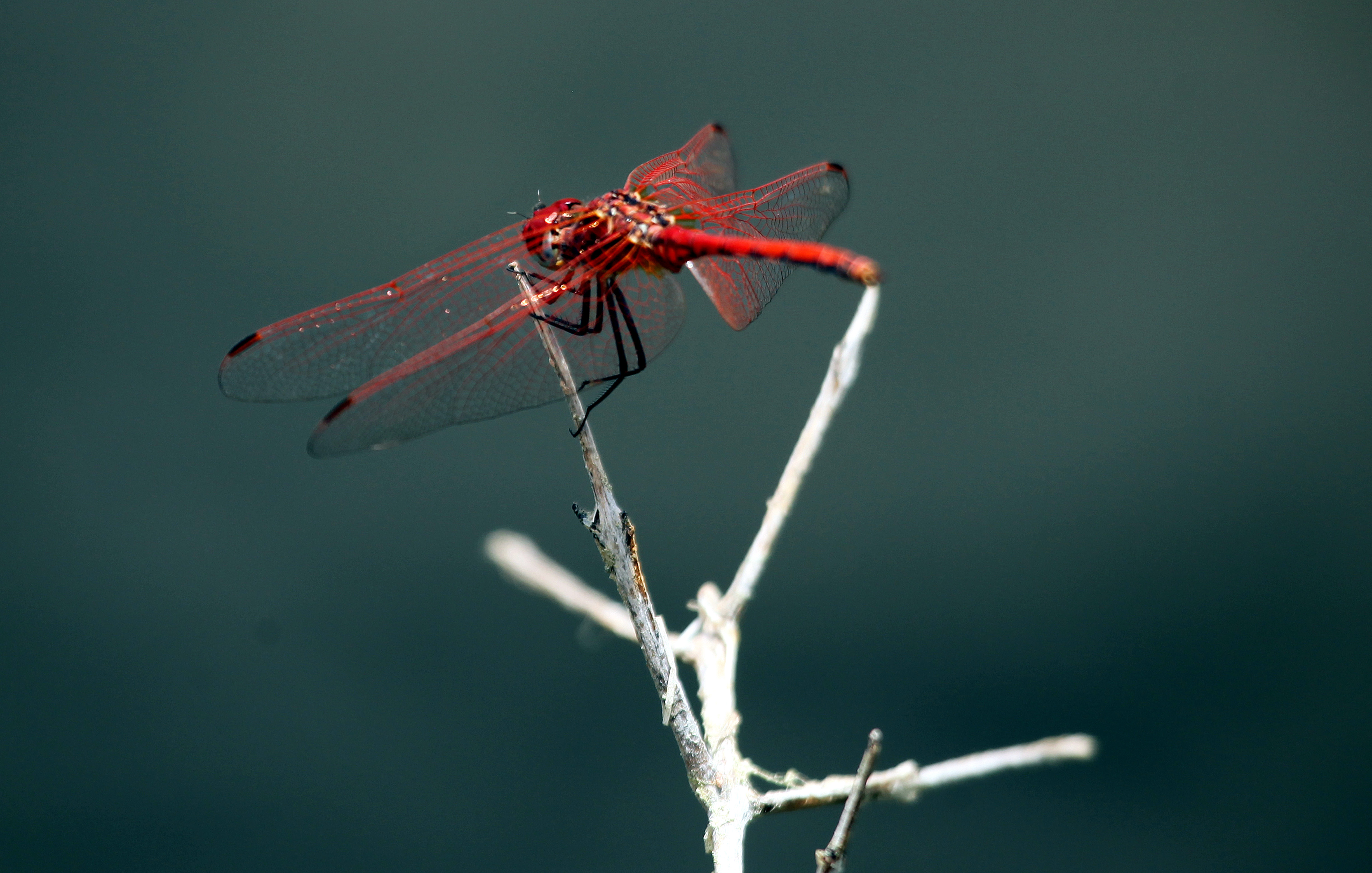
حشرة اليعسوب في فلسطين
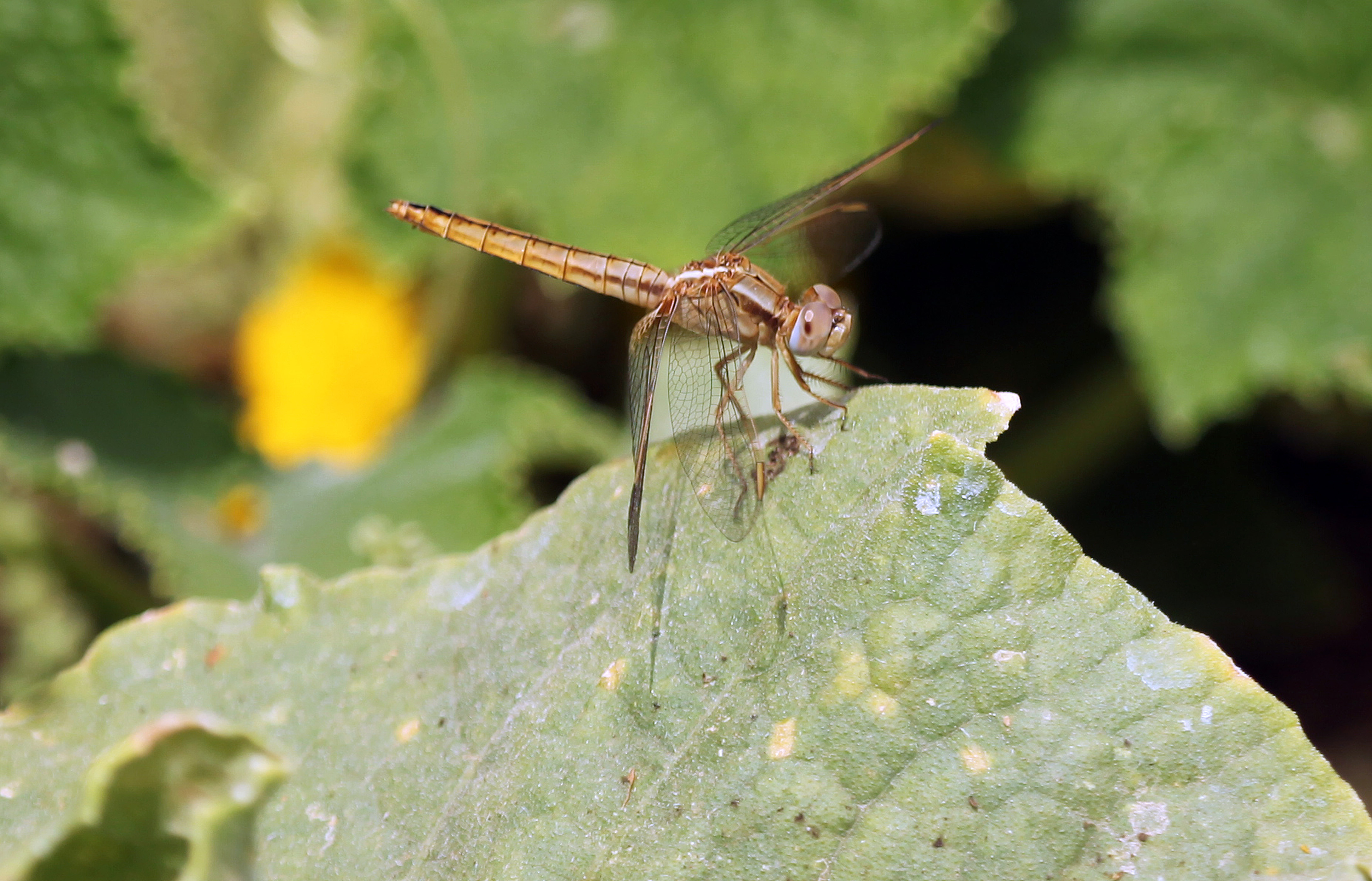
حشرة اليعسوب في جبال الخليل

## وصلات خارجية
- Tree of Life Odonata
- يعسوب على مشروع الدليل المفتوح
- Identification key to dragonflies found in Ireland
- British Dragonfly Society
- Dragonflies and Damselflies (Odonata) of the United States
- Phaon (Pinhey's Heritage African Odonata Network)
- Dragonflies and damselflies on the جامعة فلوريدا / IFAS Featured Creatures Web site
- Photos of dragonflies from Asia-dragonfly.net, Africa-dragonfly.net, America-Dragonfly.net, Libellulasman.com and Odonata.su
- list of field guides to dragonflies, from the International Field Guides Database